# 中华女子学院

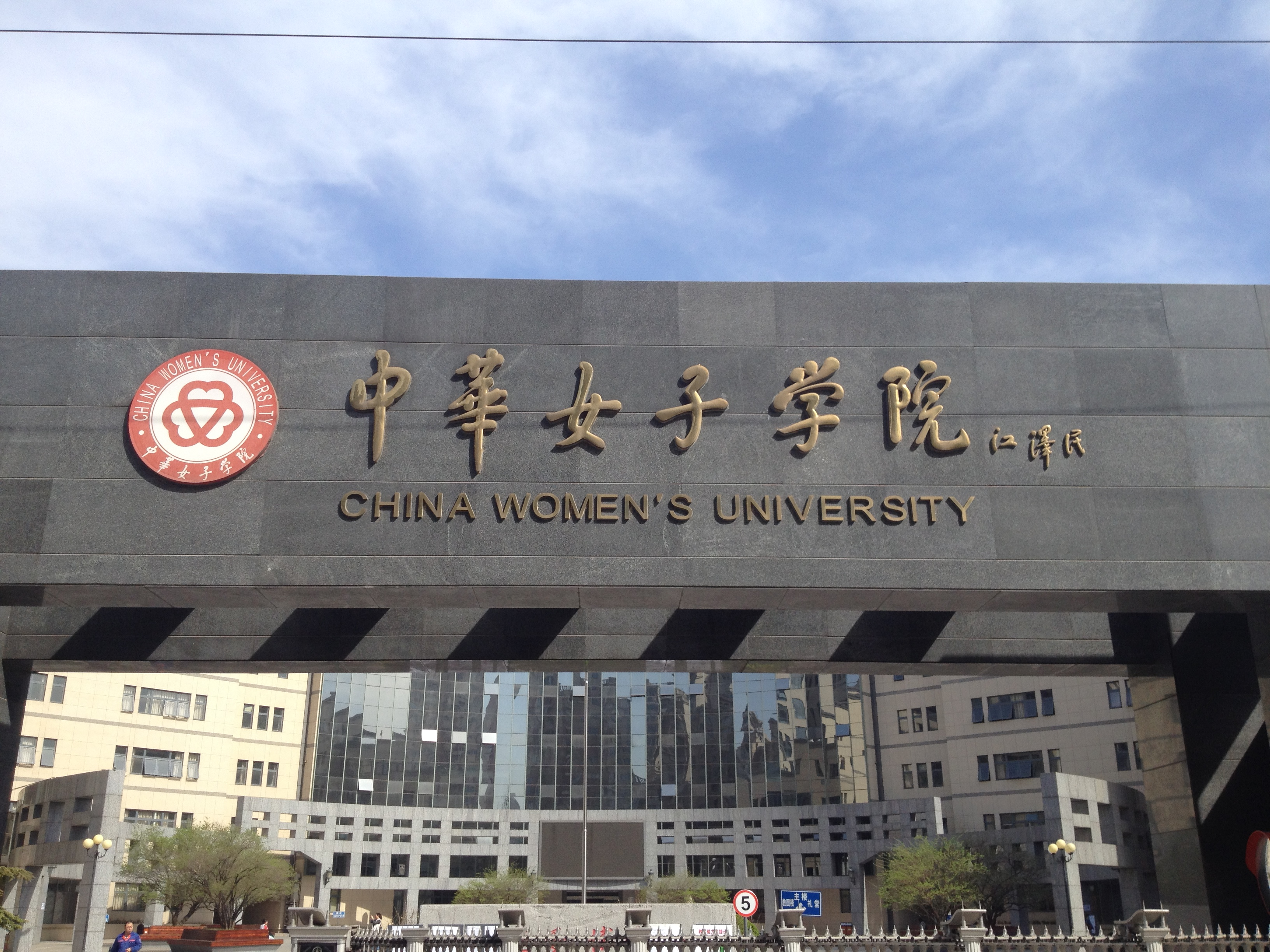
校名由江泽民题写

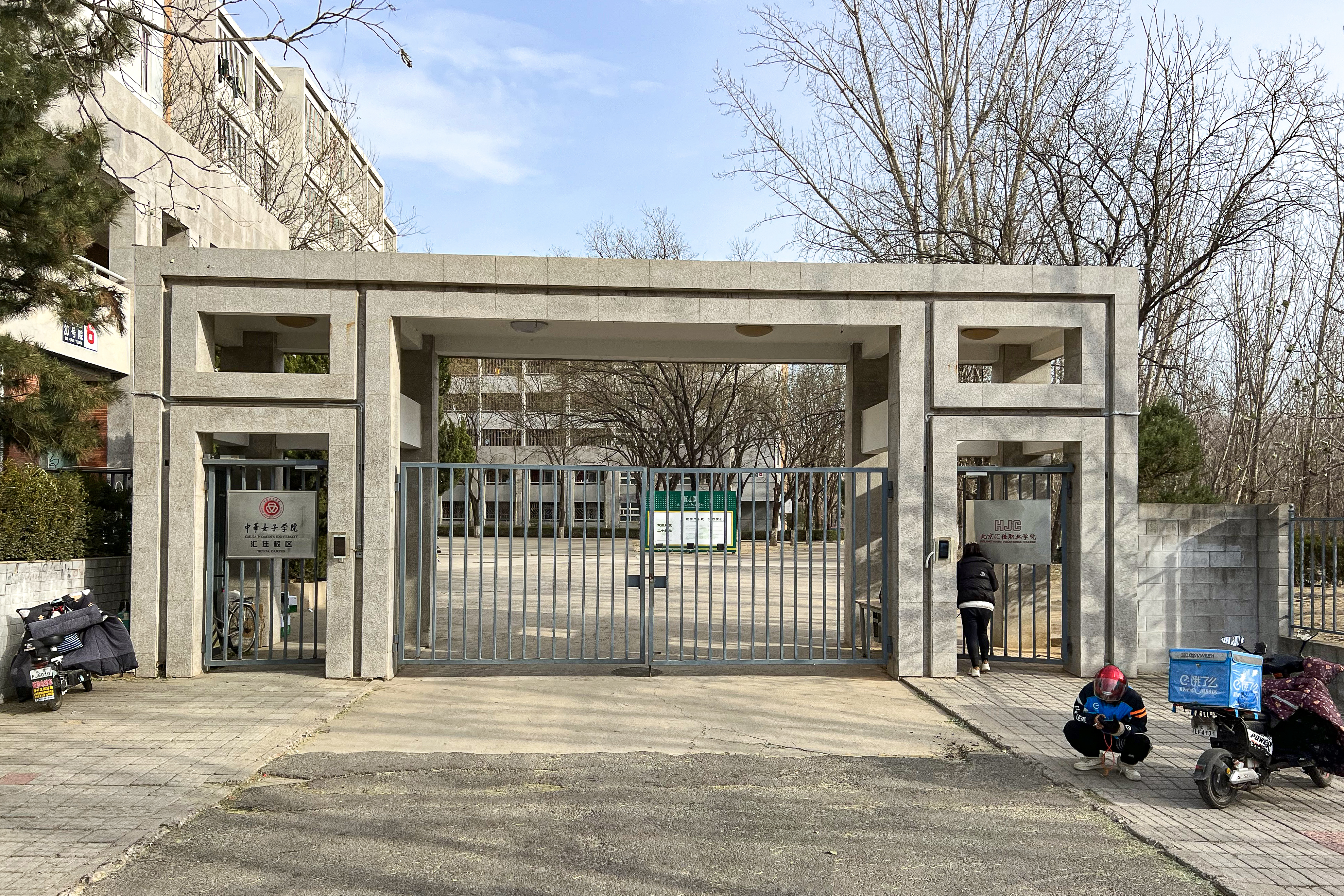
中华女子学院汇佳校区

中华女子学院是位于中华人民共和国北京市的一所女子大学，隶属于中华全国妇女联合会（妇联），故也加挂全国妇联干部培训学院牌子；前身是1949年由宋庆龄、何香凝、蔡畅等人创办的新中国女子职业学校，后来作为妇联的干部学校。1995年更名为中华女子学院，并于1996年正式成为大学，向外招收普通高等教育本科学生。
中华女子学院校址位于北京市朝阳区亚运村姜庄湖，校园面积约160亩。另于北京市昌平区汇佳职业学院内设有北校区。教授、副教授约60人，在校本科生约3,300人。
中华女子学院原在山东省济南市设有中华女子学院山东分院，该分院后于2010年独立设校，更名为山东女子学院。

## 下属院系
- 艺术系
- 外语系
- 学前教育系
- 法律系
- 人力资源管理系
- 经济管理系
- 汉语国际教育系
- 社会学系
- 社会工作系
- 计算机系
- 女性学系
- 金融系
- 公共教学部，负责公共基础课教学
- 中华高丽学院，与韩国高丽集团合办，主要进行外语、文秘等职业高等教育
- 继续教育学院